# Diporiphora amphiboluroides
Diporiphora amphiboluroides — вид ігуаноподібних ящірок родини агамових (Agamidae). Ендемік Австралії.

## Опис
Diporiphora amphiboluroides — невелика ящірка, довжина якої без врахування хвоста становить 95 мм, а разом з довгим, тонким хвостом — 250 мм. Смугасте, сіро-коричневе забарвлення допомагає ящірці маскуватися в заростях мульги.

## Поширення і екологія
Diporiphora amphiboluroides мешкають у внутрішніх районах Західної Австралії, а також в прибережних районах від Ексмутської затоки до затоки Шарк-Бей. Вони живуть в заростях мульги та в інших акацієвих лісах, трапляться на деревах та серед опалого листя на землі. Живляться переважно термітами, а також невеликою кількістю рослинності.